# Фёдоров, Анатолий Васильевич
Анато́лий Васи́льевич Фёдоров (1924—2007) — рабочий советской ракетно-космической промышленности, токарь Машиностроительного завода имени М. В. Хруничева, Герой Социалистического Труда (1970). Участник Великой Отечественной войны.

## Биография
Родился 22 июля 1924 года в деревне Ладыгино Уваровской волости Гжатского уезда Смоленской губернии (ныне Можайского района Московской области) в семье токаря завода «Красный пролетарий» Василия Фёдоровича Фёдорова и домохозяйки Евдокии Ивановны. Был третьим, младшим ребёнком. В 1930 году семья переехала в Москву. Окончив восемь классов школы, поступил на завод «Красный пролетарий» учеником токаря.
В 1941 году получил квалификацию токаря. В первый год Великой Отечественной войны участвовал в изготовлении ракет для систем залпового огня «Катюша». В августе 1942 года призван в Красную армию. Боевой путь прошёл вместе с 49-й армией. В звании красноармейца на Западном фронте принимал участие в Ржевско-Вяземской и Смоленской наступательных операциях. В 1944—1945 годах в составе 2-го Белорусского фронта освобождал Могилёв, Гомель (Белорусская ССР). С мая 1944 года — командир отделения манёвренной группы вновь сформированного 218-го пограничного полка войск НКВД, выполнявшего задачи по охране тыла 49-й и 50-й армий 2-го Белорусского фронта. Дальнейший боевой путь А. Фёдорова прошёл через Минск, Гродно, Млаву, Штольп. Завершил войну в городе Грайфенберг (Померания).
В июле 1945 года А. В. Фёдоров направлен в школу усовершенствования офицерского состава войск НКВД СССР в Каменце-Подольском (Украинская ССР), где он прошёл курсы оперативного состава пограничных войск. В сентябре 1946 года ему присвоено звание младшего лейтенанта. В течение шести лет служил оперативным уполномоченным государственной безопасности в Каменец-Подольской области, где в его задачи входила борьба с украинскими националистами (бандеровцами).
В сентябре 1952 года принял решение завершить свою карьеру в органах МГБ и вместе с семьёй (женой, двумя маленькими детьми) вернулся в Москву.
В ноябре 1952 года, после 10-летнего перерыва в работе по специальности, поступил токарем в цех № 6 на завод № 23 (с 1961 года — Машиностроительный завод имени М. В. Хруничева). В последующие годы благодаря своей высокой дисциплине и трудолюбию стал высококвалифицированным рабочим-станочником, добивавшимся высоких показателей в труде. С февраля 1959 года — член КПСС.
В феврале 1961 года по запросу Министерства иностранных дел СССР был направлен в Пекин исполнять обязанности дежурного коменданта советского посольства в Китайской Народной Республике. В 1962 году экстерном окончил 10-летнюю среднюю школу. В июле 1963 года вернулся на свой завод в Москву.
Продолжая работу на заводе имени М. В. Хруничева, неоднократно становился победителем социалистического соревнования, отмечался министерскими и профсоюзными грамотами за успехи в изготовлении деталей для ракетно-космической продукции. В конце 1960-х годов завод, как филиал ОКБ-52 под руководством В. Н. Челомея, был подключён к работам по созданию автоматической межпланетной станции «Луна-16». А. В. Фёдоров принимал участие в изготовлении в сжатые сроки средства выведения АМС на орбиту — ракеты-носителя «Протон-К/Д». В результате успешного полёта АМС «Луна-16» в сентябре 1970 года на Землю впервые были доставлены образцы лунного грунта общей массой 101 грамм.
Указом Президиума Верховного Совета СССР от 9 ноября 1970 года за выдающиеся заслуги в выполнении специального задания Правительства СССР Анатолию Васильевичу Фёдорову присвоено звание Героя Социалистического Труда с вручением ордена Ленина и золотой медали «Серп и Молот».
А. В. Фёдоров — автор нескольких рационализаторских предложений: «Оправка для проточки» (1967), «Изменение геометрии заточки свёрл» (1970), «Конструкция специальной оправки» (1971). Неоднократно отмечался званиями «Лучший токарь завода», «Лучший токарь района», «Лучший токарь Министерства». Много внимания уделял передаче опыта молодым специалистам, воспитал множество учеников. Трудился на предприятии до апреля 2004 года.
Активно занимался общественной работой. Член Московского горкома КПСС и партийной комиссии горкома КПСС, делегат XXV съезда КПСС (1976). Член ЦК профсоюза рабочих общего машиностроения, член Президиума ЦК профсоюза работников авиационной и оборонной промышленности, делегат XVI съезда профсоюзов (1977).
Умер 4 мая 2007 года на 83-м году жизни в Москве. Похоронен на Хованском кладбище.

## Награды
- золотая медаль «Серп и Молот» (1970)
- орден Ленина (1970)
- орден Отечественной войны II степени (1985)
- медали СССР и Российской Федерации
- медаль имени академика В. Н. Челомея[2] (1999)

## Семья
Жена: с 1946 года Галина Николаевна Зинчук (1926—2011).
Дети: Геннадий (род. 1948), Людмила (род. 1950).